# Maciej Łasicki
Maciej Piotr Łasicki, né le 12 octobre 1965 à Gdańsk, est un rameur d'aviron polonais.

## Carrière
Maciej Lasicki participe aux Jeux olympiques de 1992 à Barcelone et remporte la médaille de bronze avec le quatre barré polonais composé de Wojciech Jankowski, Michal Cieslak, Jacek Streich et Tomasz Tomiak.